# Olcsva
Olcsva is een plaats (község) en gemeente in het Hongaarse comitaat Szabolcs-Szatmár-Bereg. Olcsva telt 732 inwoners (2001).